# Andreas Martens

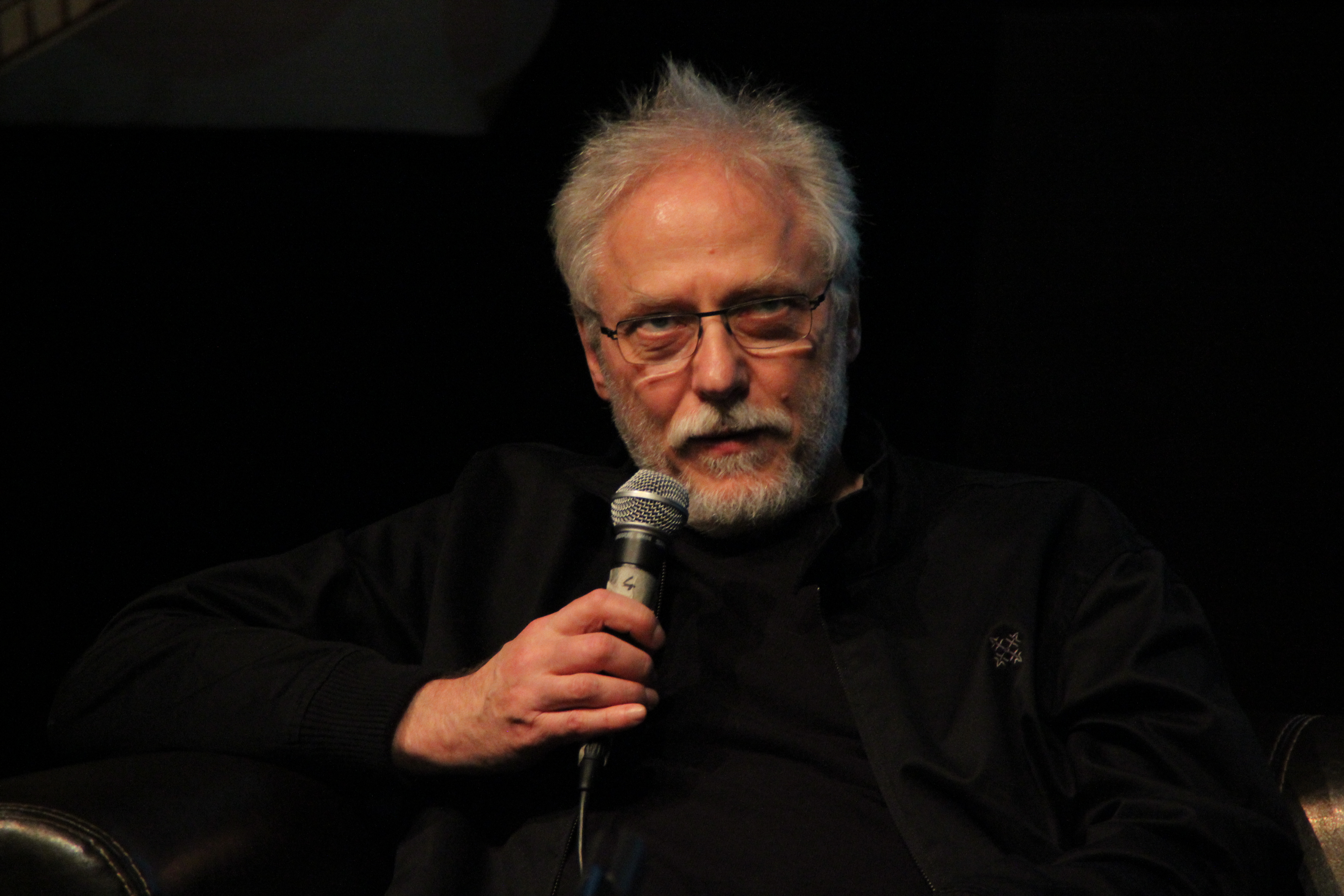
Andreas Martens 2013 in Angoulême

Andreas Martens alias Andreas (* 3. Januar 1951 in Weißenfels) ist ein deutscher Comiczeichner.

## Werdegang
Er begann ein Kunststudium an der Kunstakademie Düsseldorf, wechselte aber nach drei Jahren an das Brüsseler Institut Saint-Luc. An der Académie de Saint-Gilles besuchte er Comickurse von Eddy Paape, dem er in Luc Orient, Udolfo und Carol Détective assistieren konnte. Sein erster veröffentlichter Comic, Schizo, erschien 1978 in der Anthologie Le 9ième Rêve. 
Seine Comics sind erzählerisch und atmosphärisch von den Werken H. P. Lovecrafts beeinflusst. Zeichnerisch erinnert sein Stil an Holzstich-Illustrationen des 19. Jahrhunderts.
Andreas lebt mit seiner Familie in Frankreich.

## Bibliografie
- Bei Carlsen Lux
  1. Unsterblich wie der Tod (1991)
  2. Raffington Event (1992)
  3. Azteken (1992)

- Capricorne bei Carlsen Comics
  1. Das Objekt (1998)
  2. Energie (1999)

- Rork, bei Alpha Comic Verlag
  1. Fragmente (1988)
  2. Passagen (1988)
  3. Der Friedhof der Kathedralen (1991)
  4. Sternenlicht (1992)

- Bei Reprodukt

Donjon Monster 03: Die Hauptkarte  (2009) mit Joann Sfar
- Beim Alpha-Comic Verlag

Cromwell Stone (1993) 1. Auflage 1000 nummerierte Exemplare
- Bei Edition Kunst der Comics

Die Rückkehr von Cromwell Stone (1997) 1. Auflage 1500 nummerierte Exemplare
- Beim Arboris Verlag

Das Rote Dreieck (1995) 1. Auflage 999 nummerierte Exemplare
- Bei Finix Comics

Edition Solitaire: Quintos (2010)
- Bei Schreiber & Leser

Cromwell Stone – Gesamtausgabe (2014)
Rork – Gesamtausgabe 1 + 2 (2015)
Capricorn – Gesamtausgabe 1–7 (2016–2019)
Privatdetektiv Raffington Event (2018)
Im Labyrinth der Erinnerungen (2019)
Cyrrus – Mil (2020)
Argentina (2020)
Cutter (2021)